# 살바도르 가르시아
살바도르 가르시아 푸이그(스페인어: Salvador García Puig, 1961년 3월 4일, 카탈루냐 지방 산트 아드리아 ~)는 흔히 살바(스페인어: Salva)로 알려진 스페인의 전 축구 선수로, 현역 시절 수비수로 활동하였다.

## 클럽 경력
살바는 카탈루냐 지방 바르셀로나 주 산트 아드리아 출신으로, 바르셀로나 유소년부 졸업생이다. 현역 시절, 그는 바르셀로나 B, 사라고사, 에르쿨레스, 그리고 로그로녜스에서 활동하였고, 친정 바르셀로나 소속으로는 3년을 보내며 후보 선수로 출전하는데 그쳤다. 그는 31세에 10년에 걸쳐 라 리가 156경기 출장 기록으로 은퇴하였다.
살바가 파랑-클라르 군단 일원으로 세운 최고 기록은 1987-88 시즌에 17경기를 출전한 것으로, 바르셀로나는 그 해 코파 델 레이 우승을 거두었다.

## 국가대표팀 경력
살바는 1년도 안되는 기간 동안 스페인 국가대표팀 경기에 6번 출전하였다. 그의 첫 국가대표팀 경기는 1983년 10월 5일, 파리에서 열린 프랑스와의 친선경기로, 그는 UEFA 유로 1984에 선수단 일원으로 발탁되어 결승전을 포함해 대회 3경기를 치렀고, 스페인은 이 대회를 준우승으로 마무리했다.

## 수상

### 클럽
바르셀로나
- 코파 델 레이: 1987–88
- 코파 데 라 리가: 1986

### 국가대표팀
스페인
- UEFA 유럽 축구 선수권 대회 준우승: 1984